# Isabella Karle
Isabella Helen Karle, nata Lugoski (Detroit, 2 dicembre 1921 – Alexandria, 3 ottobre 2017), è stata una chimica statunitense, nota per lo sviluppo di tecniche per determinare la struttura tridimensionale delle molecole mediante Cristallografia a raggi X.  Karle ebbe numerosi premi e riconoscimenti per i suoi contributi scientifici, come la National Medal of Science e il Navy Award for Distinguished Civilian Service (la più alta forma di riconoscimento della Marina americana per i dipendenti civili).

## Biografia
Nacque come Isabella Helen Lugoski a Detroit, Michigan, il 2 dicembre 1921, figlia di immigrati dalla Polonia. Frequentò le scuole pubbliche locali dove venne influenzata da un'insegnante di chimica a continuare in questo settore.  Quindi studiò all'Università del Michigan con una borsa di studio, laureandosi in chimica fisica, ottenendo poi la laurea magistrale in scienze e il dottorato. Fu durante il suo lavoro per la tesi che conobbe il suo collaboratore scientifico e futuro marito Jerome Karle. Condivisero lo stesso supervisore nel loro dottorato di ricerca, Lawrence Brockway.

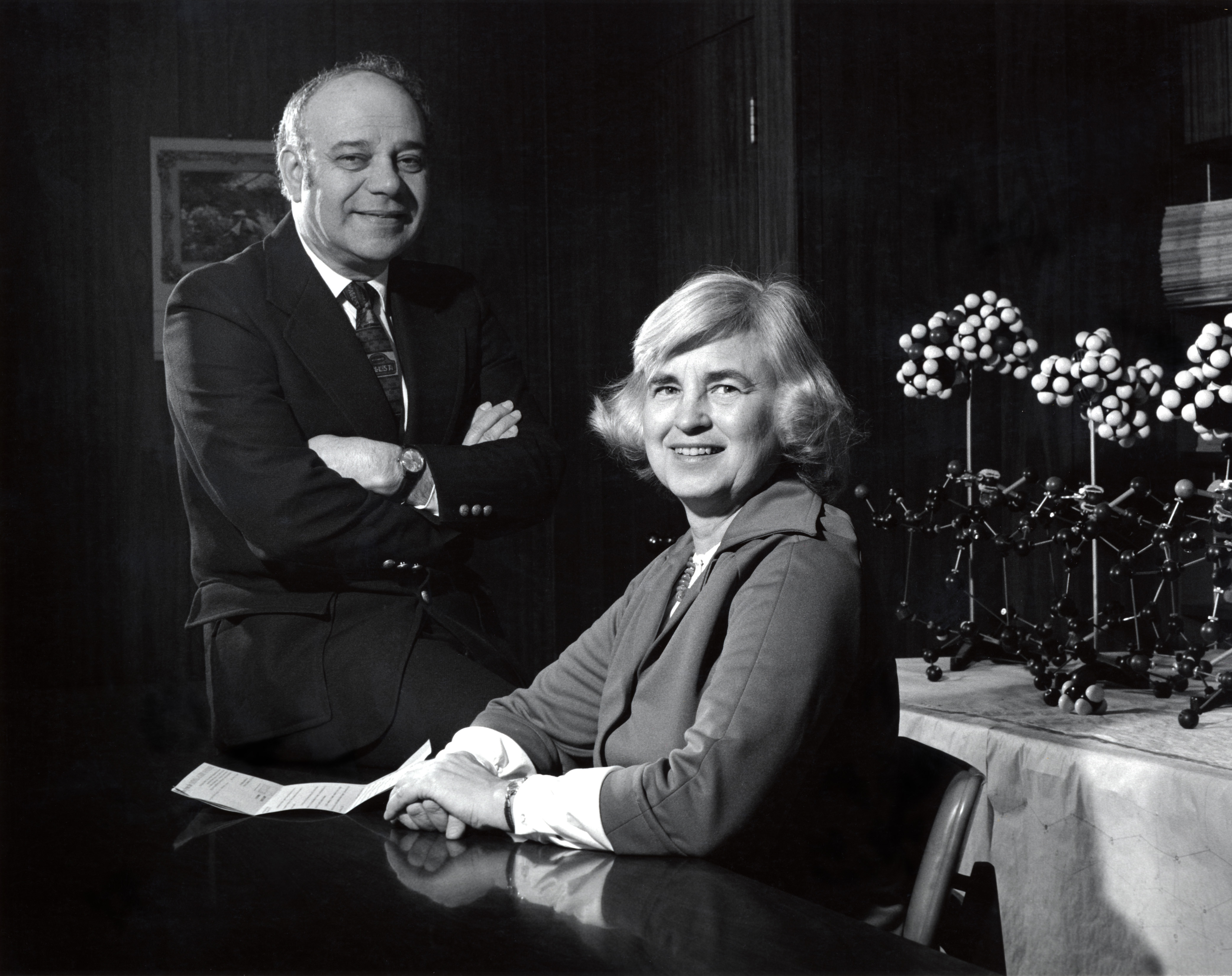
Isabella (seduta) e Jerome Karle al at U.S. Naval Research Laboratory, dove entrambi lavorarono per molti anni

Karle lavorò al Progetto Manhattan durante la seconda guerra mondiale, sviluppando tecniche per estrarre cloruro di plutonio da una miscela contenente ossido di plutonio.
Entrò a far parte del Laboratorio di ricerca navale degli Stati Uniti (NRL) dopo la fine della guerra. All'NRL suo marito Jerome sviluppò  "metodi diretti" per analizzare la struttura dei cristalli. Tuttavia, per molti anni la comunità cristallografica rimase scettica sulla loro utilità.
Isabella Karle fu la prima persona ad applicare il metodo. Sviluppò la procedura di addizione simbolica che collega l'apparato teorico del "metodo diretto" e i dati effettivi di diffrazione dei raggi X. Questi contributi fecero avanzare il campo della cristallografia a raggi X consentendo la determinazione della struttura dei cristalli. Questa tecnica svolse un ruolo importante nello sviluppo di nuovi prodotti farmaceutici e altri materiali sintetizzati.

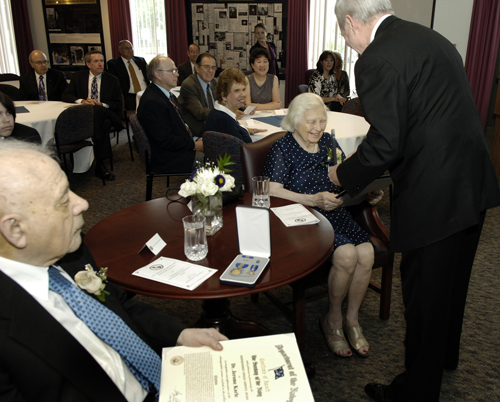
Isabella (seduta al centro) e Jerome Karle (a sinistra in primo piano) alla loro cerimonia di pensionamento nel 2009 al US Naval Research Laboratory

Nel 1985, Jerome Karle fu insignito del Premio Nobel per la Chimica, insieme al matematico Herbert A. Hauptman, per lo sviluppo di metodi diretti per l'analisi dei dati di diffrazione dei raggi X. Jerome Karle e molti altri membri della comunità cristallografica credevano fermamente che Isabella Karle avrebbe dovuto condividere il premio.
Isabella Karle ebbe molte onorificenze: Fellow della National Academy of Sciences (1978) e dell'American Academy of Arts and Sciences (1993), l'American Philosophical Society nel 1992,  il National Medal of Science (1995), vari altri premi e otto lauree honoris causa.
Il 31 luglio 2009, Karle e suo marito si ritirarono dal Naval Research Laboratory andando in pensione. Nel complesso i due svolsero 127 anni di servizio presso il governo degli Stati Uniti: Isabella si unì all'NRL nel 1946, due anni dopo suo marito. Alle cerimonie di pensionamento per i Karle partecipò il Segretario della Marina degli Stati Uniti Ray Mabus, che conferì alla coppia il Distinguished Civilian Service Award del Dipartimento della Marina.

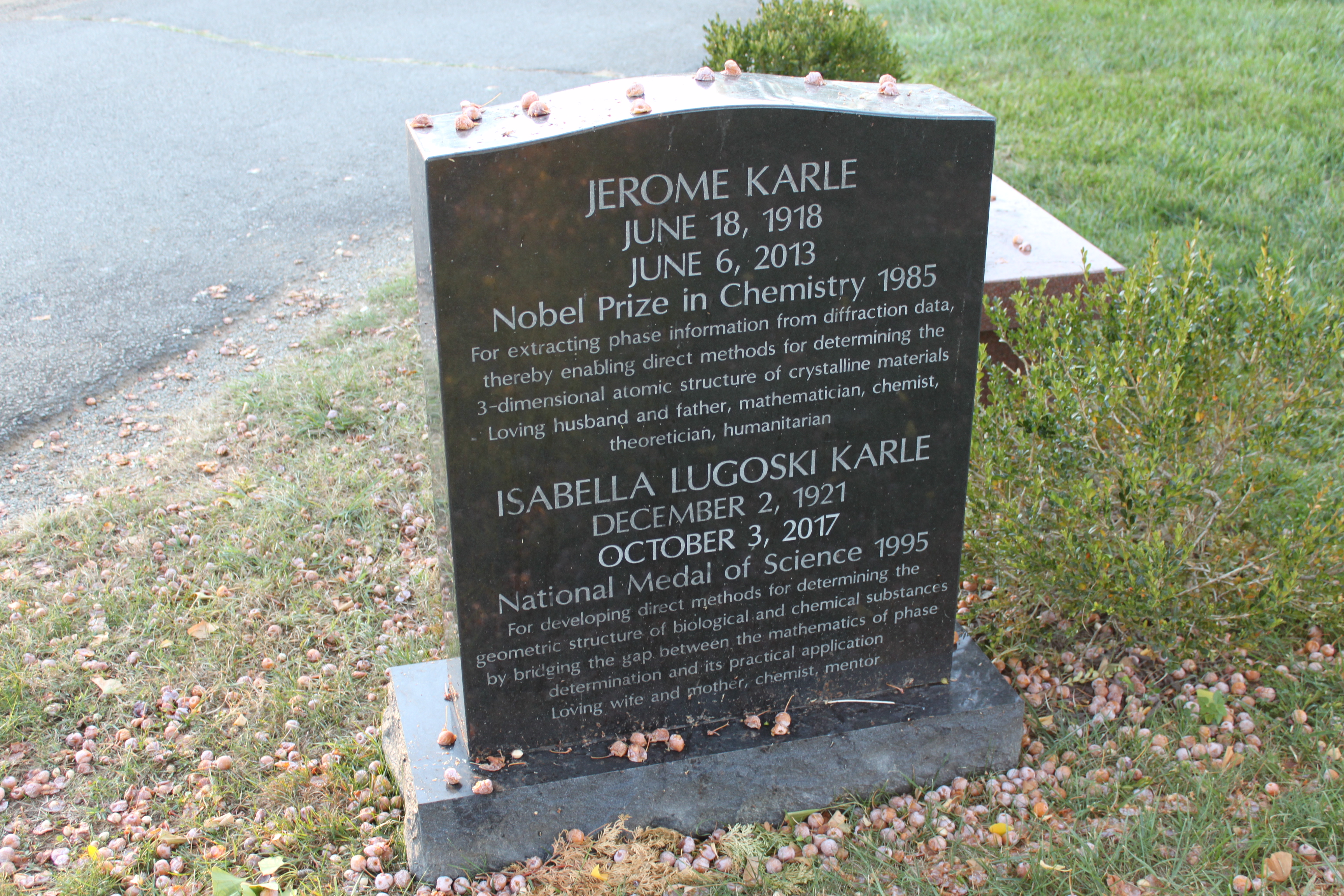
La tomba di Karle e di suo marito al Columbia Gardens Cemetery

Isabella Karle morì il 3 ottobre 2017 all'età di 93 anni in un ospizio ad Alexandria, in Virginia. Venne sepolta nella tomba dove giaceva il marito, scomparso nel 2013,al Columbia Gardens Cemetery.

## Vita privata
Isabella Karle, sposata con Jerome Karle, ebbe tre figlie, che lavorano tutte in campi scientifici: Louise Karle (nata nel 1946) è una chimica teorica; Jean Karle (1950) è un chimico organico;
Madeleine Karle (1955) è una specialista museale con esperienza nel campo della geologia.